# Romola Garai
Romola Sadie Garai (Hong Kong, 6 de agosto de 1982) é uma actriz britânica de cinema e televisão. Foi indicada para o Globo de Ouro duas vezes e para um prêmio BAFTA.

## Filmografia
- Nicholas Nickleby (Nicholas Nickleby) (2002).
- Castelo dos Sonhos  (I Capture the Castle) (2003)
- Dirty Dancing 2 - Noites de Havana (Dirty Dancing: Havana Nights) (2004)
- A Feira das Vaidades (Vanity Fair) (2004)
- Os Melhores Dias de Nossas Vidas (Inside I'm Dancing) (2004)
- O Sonho de uma Noite de São João (El Sueño de Una Noche de San Juan) (2005)
- Scoop (Scoop) (2006)
- Renascimento (Renaissance) (2006)
- Amazing Grace (Amazing Grace) (2006)
- Angel - Encanto e Sedução (Angel) (2007)
- Desejo e Reparação  (Atonement) (2007)
- O Outro Homem (The Other Man) (2008)
- Emma (2009)
- The Crimson Petal and The White (2011)
- O último dia em Marte (2013)